# シシー・ファン・マルクスフェルト
シシー・ファン・マルクスフェルト（オランダ語：Cissy van Marxveldt）、1889年11月24日 - 1948年10月31日）は、オランダの児童文学作家。本名はセツケ・デ・ハーン(オランダ語：Setske de Haan)。主に戦前の少女向けの小説で知られ、特にJoop ter Heulシリーズで知られる。このシリーズは、アンネ・フランクが隠れ家生活を始める前に愛読していたことでも知られている。

## 生涯
セツケ・デ・ハーンは、Ynze de HaanとFroukje de Grootの子として生まれた。彼女の父親はオランジュウード、ヘーレンフェーン市の校長であった。
セツケは学校生活をなるべく楽しもうとした。本人曰く、彼女は子供の頃勉強嫌いだった。こうした彼女の性格は、のちに執筆することとなる「ヨープ・テル・ヘールのH.B.S.時代」などの作品に反映されている。
彼女はヘーレンフェーンの高校に通ったが、成績が悪すぎて卒業試験を受けることができなかった。1908年にはイギリスのコヴェントリーに留学。留学時代は医者の家庭で働き、セリーヌと呼ばれていた。しかし、彼女はわずか数か月後にバースの寄宿学校に移ることとなった。1909年にオランジュウードに戻ったとき、セツケは将来をどう過ごすか苦悩していたという。ドラフツター・クーラントという新聞社の見習い記者として働き始めたものの、ただの事務仕事しか許されなかったことから、すぐに辞職した。
1912年頃、セツケはアムステルダムに引っ越し、速記とタイピングの資格を取得する。Wolff商社で仕事を見つけ、1913年にはペンションで4歳年下のレオン・ベークと出会う。レオンはユダヤ人測量士で、予備役軍人であった。セツケの書く非常に生き生きとした手紙に感心したレオンは、セツケに小説の執筆を勧めた。 そして1915年からCissy van MarxveldtのペンネームでPanoramaや他の雑誌に短編小説を発表し始めた。
1916年にセツケはレオンと結婚。ヘーレンフェーンに移り、後にヒルフェルスムに引っ越した。これはレオンが予備役軍人としてラーレンに駐留していたためである。1916年末に、アムステルダムで最初の息子Ynze Jacob Beekが誕生。1920年に同じくアムステルダムで二番目の息子、Leoが誕生する。レオンは一時期、テキスタイルの代理店を経営した後、1927年にアムステルダムのデ・バイエンコルフで人事部長としての職についていた。
1917年に、最初の小説である『Game and set!』と『Het hoogfatsoen van Herr Feuer』を発表。後者の作品は、アムステルダムのオフィスでのシシーのドイツ人上司との経験に基づいており、Betty Bieremaのペンネームで発表された。あまり注目されることはなかったが、これらの小説がきっかけで連載小説を書くよう雑誌の編集部から依頼が来るようになった、と後にシシーは述べている。こうして依頼された連載小説を、シシーは高校生の少女が友達に宛てた手紙形式で書くことにした。これこそまさにヨープ・テル・ヘールの誕生であった。
その雑誌はすぐに廃刊になったが、彼女は執筆を続けた。アムステルダム・ザウトの上流中流階級出身の、心配事の少ない高校生の少女ヨープ・テル・ヘールの物語は1919年にヴァルクホフ出版から第1作目が発売され、陽気な文体、誰もが住みたくなるような世界観、そして多くのユーモアのおかげで、たちまちベストセラーとなった。そして1921年から1925年までに、ヨープが若き銀行家レオと婚約し、元気はつらつな少女から従順な妻へと変わっていく様子が描かれた3冊の続編も執筆・刊行された。夫に従順な姿は、のちの1970年代に特に非難されることとなる。しかし、このシリーズはなお人気を保ち続け、初期の読者たちの孫や曾孫たちにも愛されている。
実は、この空想のキャラクターであるヨープ・テル・ヘールは自伝的な要素を持っているとの指摘がある。シシーによれば、ヨープはシシー自信がモデルであるが、一方で気難しい性格であるヨープの姉ジュリーのモデルもシシー自身であるという。ヨープの夫レオは、シシーの夫から着想を得たものであり、ヨープの息子ハンスの誕生シーンもシシーの息子の誕生が少なからず影響しているという。
シシーは37歳の時に脳梗塞を発症し、右半身が麻痺してしまう。その後、彼女は左手で執筆し、右手の麻痺をジャケットなどで隠すようになった。
1927年に、シシーは別のヒット作を発表する。それが「Een zomerzotheid」である。この小説は1936年に「Zomerzotheid」のタイトルで映画化されたが、公開されることはなかった。
1930年代の経済危機が始まると、シシーの作風もそれに影響されるように暗いものとなる（『Marijke』、『Pim de Stoetel』、『Puck van Holten』）。これらの作品も人気を博したが、ヨープ・テル・ヘールほどの成功は収めなかった。作品の重版や舞台化などのおかげで、恐らく危機の時代でも年間約5,000ギルダーの収入を得ていたとみられる。
第二次世界大戦はシシーの人生で最も暗い時期であった。夫はOrdediens組織 の一員であったため、1943年に逮捕され、最終的にはウェステルボルク収容所に収容された。そして1944年にはオーフヴェーンの砂丘で処刑された。
1946年に『Ook zij maakte het mee』を発表。これはレジスタンスに参加した少女の物語であり、夫に捧げられたものであった。その後、彼女は『Het Hazenhart』と『De dochter van Joop ter Heul』を発表。後者のヨープ・テル・ヘールシリーズの一冊は、これまでのヨープ・テル・ヘールのシリーズとは全く作風の異なるものであり、暗い内容の一冊となっている。1970年代に再版されたものの、今日では忘れ去られてしまった。
シシーは58歳でブッサムで亡くなった。アムステルダムのゾルフフリート墓地に埋葬されている。
1991年に「De zoon van Joop ter Heul」という作品が発表された。これは、シシーに関する伝記的なエッセイ集であり、作者は彼女の息子である。
また、2017年1月には、モニカ・ソーティングによるシシーの伝記が発表されている。

## 作品（いずれも未邦訳）
- Game - and set! (1917) (in 1923 uitgegeven als Vriendinnen en in 1950 als Op eigen benen)
- Het hoogfatsoen van Herr Feuer: herinneringen aan mijn Duitschen kantoortijd (1917)
- De H.B.S. tijd van Joop ter Heul (1919)
- Joop ter Heuls problemen (1921)
- Caprices (1922)
- De Kingfordschool (1922)
- Joop van Dil-ter Heul (1923)
- Het nieuwe begin (1924)
- Rekel (1924)
- De Stormers (1925) (na 1940 uitgegeven als Burgemeesters tweeling)
- Joop en haar jongen (1925)
- Kwikzilver (1926)
- Een zomerzotheid (1927)
- De Arcadia: een genoeglijke reis naar Spitsbergen (1928)
- De louteringkuur (1928)
- Herinneringen: verzamelde schetsen (1928)
- Marijke (1929)
- Confetti (1930)
- Puck van Holten (1931)
- De toekomst van Marijke (1932)
- Marijkes bestemming (1934)
- De enige weg (1935)
- Pim 'de stoetel'  (1937)
- De laatste weken van Anke Reinalda: Over-Tjongersche vertelling (in de bundel Als het wintert...) (1939)
- Hazehart (1946)
- De dochter van Joop ter Heul (1946)
- Ook zij maakte het mee (1946)
- De blokkendoos (1950) (postuum uitgebracht)
- Mensen uit een klein dorp (1950) (postuum uitgebracht)
- Op eigen benen (1950) (postuum uitgebracht). in 1917 verschenen onder de titel "Game- and Set"[1]

## 参考
1. 1 2 3  “Cissy van Marxveldt, Op eigen benen · dbnl” (オランダ語). DBNL. 2020年8月10日時点のオリジナルよりアーカイブ。2020年3月4日閲覧。
2. ↑  Honings, Rick; Op de Beek, Esther (2022-09-01). “Recente perspectieven op Nederlandse reisliteratuur”. Internationale Neerlandistiek 60 (2):  121–128. doi:10.5117/in2022.2.001.honi. ISSN 1876-9071.